# Ducatul Arhipelagului
Ducatul Arhipelagului (în greacă Δουκάτο του Αρχιπελάγους, în italiană Ducato dell'arcipelago), cunoscut și sub numele de Ducatul Naxosului sau Ducatul Egeei, a fost un stat maritim creat de interesele venețiene în arhipelagul Ciclade din Marea Egee, în urma celei de-a patra cruciade, centrat pe insulele Naxos și Paros. A inclus toate insulele Ciclade (cu excepția insulelor Mykonos și Tinos). În 1537 ducatul a devenit vasal al Imperiului Otoman și a fost anexat de otomani în 1579; cu toate acestea, stăpânirea creștină a supraviețuit în insule precum Siphnos (cucerită de otomani în 1617) și Tinos (cucerită în 1715).

## Fondarea Ducatului

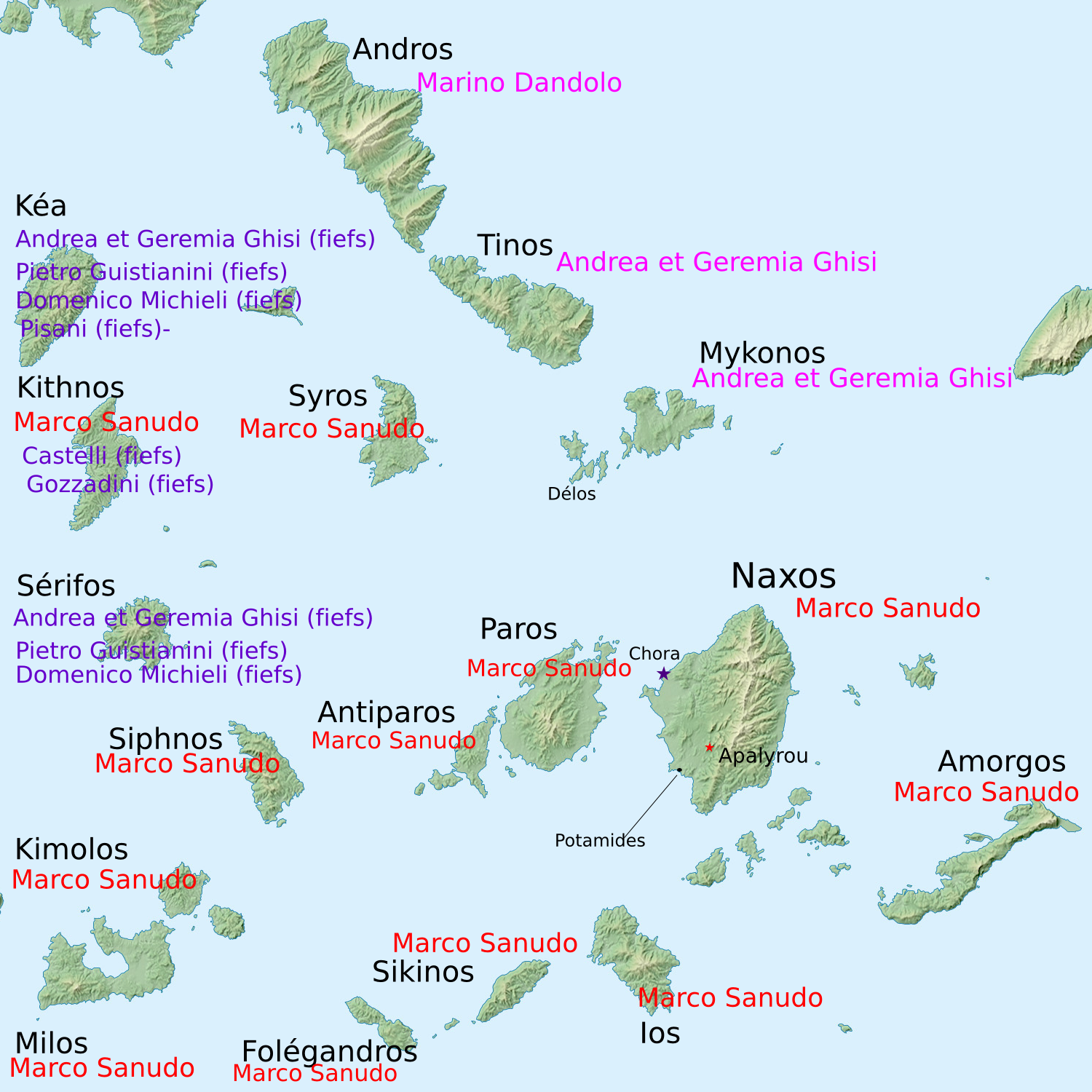
Repartizarea insulelor - către Marco Sanudo, și

Orașele-stat italiene, în special Republica Genova, Republica Pisa și Republica Venețiană, au fost interesate de insulele din Marea Egee cu mult înainte de cruciada a patra. În Constantinopol se găseau colonii comerciale italiene, iar pirații italieni au atacat frecvent așezările din Marea Egee în secolul al XII-lea. După prăbușirea și împărțirea Imperiului Bizantin de către latini în 1204, în care venețienii au jucat un rol major, expansiunea venețiană în Marea Egee a fost încununată de succes.
Ducatul Arhipelagului a fost creat în 1207 de nobilul venețian Marco Sanudo⁠(d), participant la cruciada a patra și nepot al fostului doge Enrico Dandolo, care a condus flota venețiană până la Constantinopol. Aceasta a fost o aventură independentă, fără consimțământul împăratului latin Henric I de Hainaut. Sanudo a fost însoțit de Marino Dandolo⁠(d) și Andrea⁠(d) și Geremia Ghisi⁠(d) (probabil și de Filocalo Navigajoso⁠(d)). Acesta a împrumutat opt galere din Arsenalul venețian, a coborât ancora în portul Potamides (acum Pyrgaki, în sud-vestul orașului Naxos) și a cucerit  mare parte a insulei.
Locuitorii din Naxos au continuat totuși să reziste și au format o bază pe uscat, în jurul cetății Apalyros/Apalire. Acesta din urmă a căzut în mâinile lui Sanudo după un asediu de cinci sau șase săptămâni, în ciuda ajutorului acordat grecilor de către genovezi, principalii concurenți ai Veneției.
După ce întreaga insulă a fost ocupată în 1210, Sanudo și oamenii săi au cucerit în curând Melos și restul insulelor Cicladelor și s-a autoproclamat Duce de Naxia sau Duce al Arhipelagului, cu sediul la Naxos. Sanudo a reconstruit o fortăreață puternică și a împărțit insula în 56 de provincii, pe care le-a împărțit ca feude între conducătorii oamenilor săi, dintre care majoritatea erau extrem de autonome și se pare că își plăteau propriile cheltuieli. Navigaojso a primit domeniul său insular de la Henric de Flandra și era tehnic vasal al Imperiului Latin; Sanudo însuși a recunoscut autoritatea Imperiului Latin mai degrabă decât să facă din ducatul său un vasal al Veneției. El a domnit timp de douăzeci de ani (1207–1227) și a avut în stăpânire personală insulele Paros, Antiparos⁠(d), Milos, Sifnos, Kythnos⁠(d), Ios, Amorgos, Kimolos, Sikinos⁠(d), Syros⁠(d) și Pholegandros.
Colegii cruciați ai lui Sanudo au cucerit domniile lor, uneori ca vasali ai lui Sanudo, ca de exemplu Dandolo în insula Andros. Deși sunt adesea considerați ca vasali ai lui Sanudo, frații Ghisi, care dețineau Tinos, Mykonos și Sporadele de Nord (Skiathos⁠(d), Skyros, Skopelos) nu au recunoscut niciodată suzeranitatea lui Sanudo. În schimb, la fel ca și el, erau vasali ai Împăraților Latini. Despre unele familii despre care s-a considerat anterior că s-au stabilit în acest moment în insule, s-a descoperit că, în realitate, au fost înființate mai târziu, în secolul al XIV-lea (Barozzi etc.) sau în secolul al XV-lea (Querini). Mai spre sud, insula Kythira (sau Cerigo), deținută de Marco Venier, și Antikythera (sau Cerigotto), deținută de Jacopo Viaro au ales să devină vasale ale Veneției.

## Administrație, credință și economie

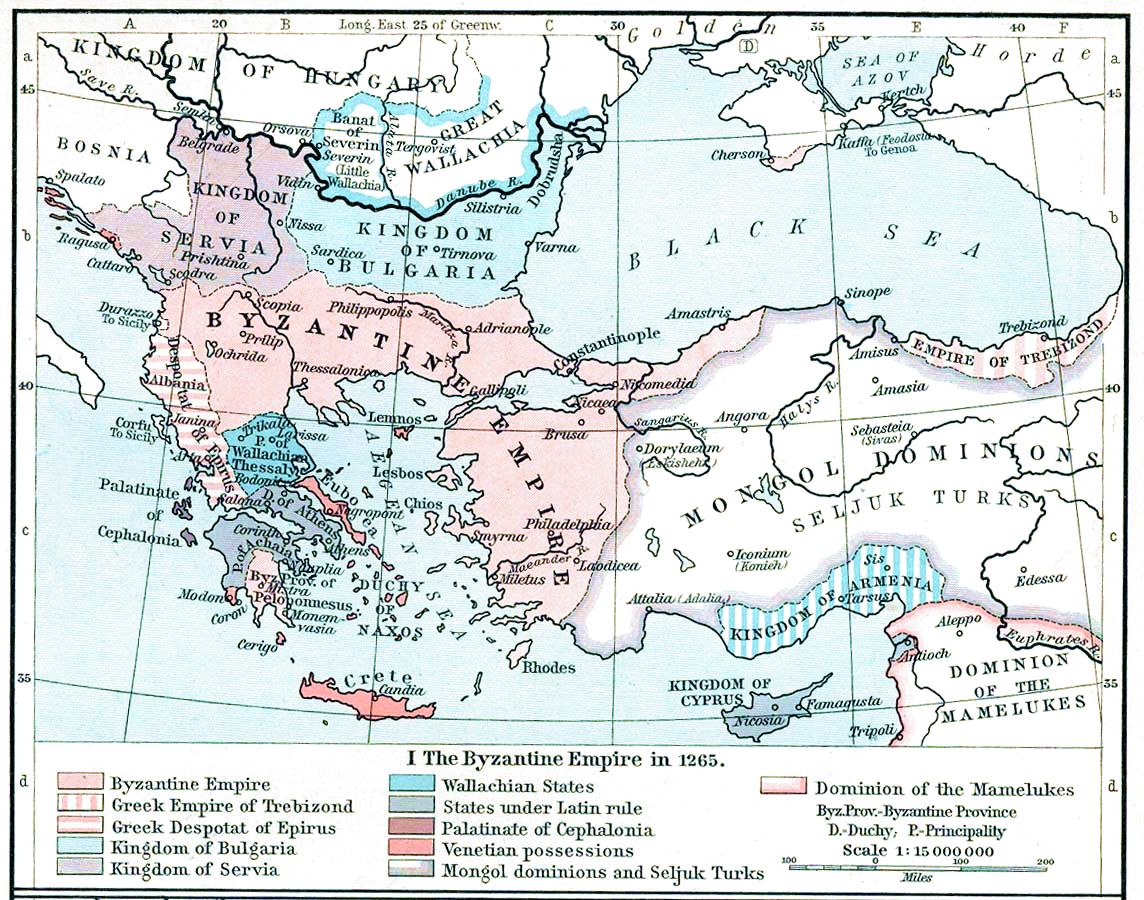
Ducatul Naxos și statele din Moreea, smulse din Imperiul Bizantin, așa cum erau în 1265 (William R. Shepherd, Historical Atlas, 1911)

Instituția feudalismului european a cauzat puține perturbări insulelor locale care erau familiarizate cu drepturile unei clase de proprietari de terenuri sub sistemul bizantin al pronoiei. Distincțiile juridice semnificative dintre pronoia bizantină și feudalismul occidental au avut o consecință mică imediată asupra celor care au cultivat pământul sau au pescuit apele în zonă. În majoritatea cazurilor, populația locală s-a supus relativ pașnic autorității noilor lor conducători venețieni. Sanudo și succesorii săi au urmat cu prudență un curs de conciliere cu supușii lor bizantini, acordând chiar feude unor dintre ei, într-un efort de a-i lega de dinastie.
Venețienii au adus Biserica Catolică cu ei, dar, deoarece au format o minoritate de proprietari de terenuri care nu aveau legătură prea mare cu țăranii, cea mai mare parte a populației a rămas de religie ortodoxă greacă. Marco Sanudo însuși a înființat o arhiepiscopie latină la Naxos, dar spre deosebire de succesorii săi, nu a încercat să convertească cu forța populația majoritar ortodoxă greacă. Aceste mișcări au constat în primul rând în impunerea de restricții clerului ortodox și excluderea creștinilor ortodocși din funcții de autoritate.
Insulele aveau o mare importanță în marea strategie venețiană, cu valoroasele lor rute comerciale către Anatolia și estul Mediteranei, pe care venețienii le puteau controla acum cu ușurință. În afară de a oferi rute de călătorie sigure către navele venețiene, ducatul a exportat, de asemenea, în Veneția corindon și marmură, pe care le-au exploatat la Naxos. Anumite drepturi feudale latine au supraviețuit în insula Naxos și în alte părți până când au fost abrogate în 1720 de către otomani.

## Istorie ulterioară

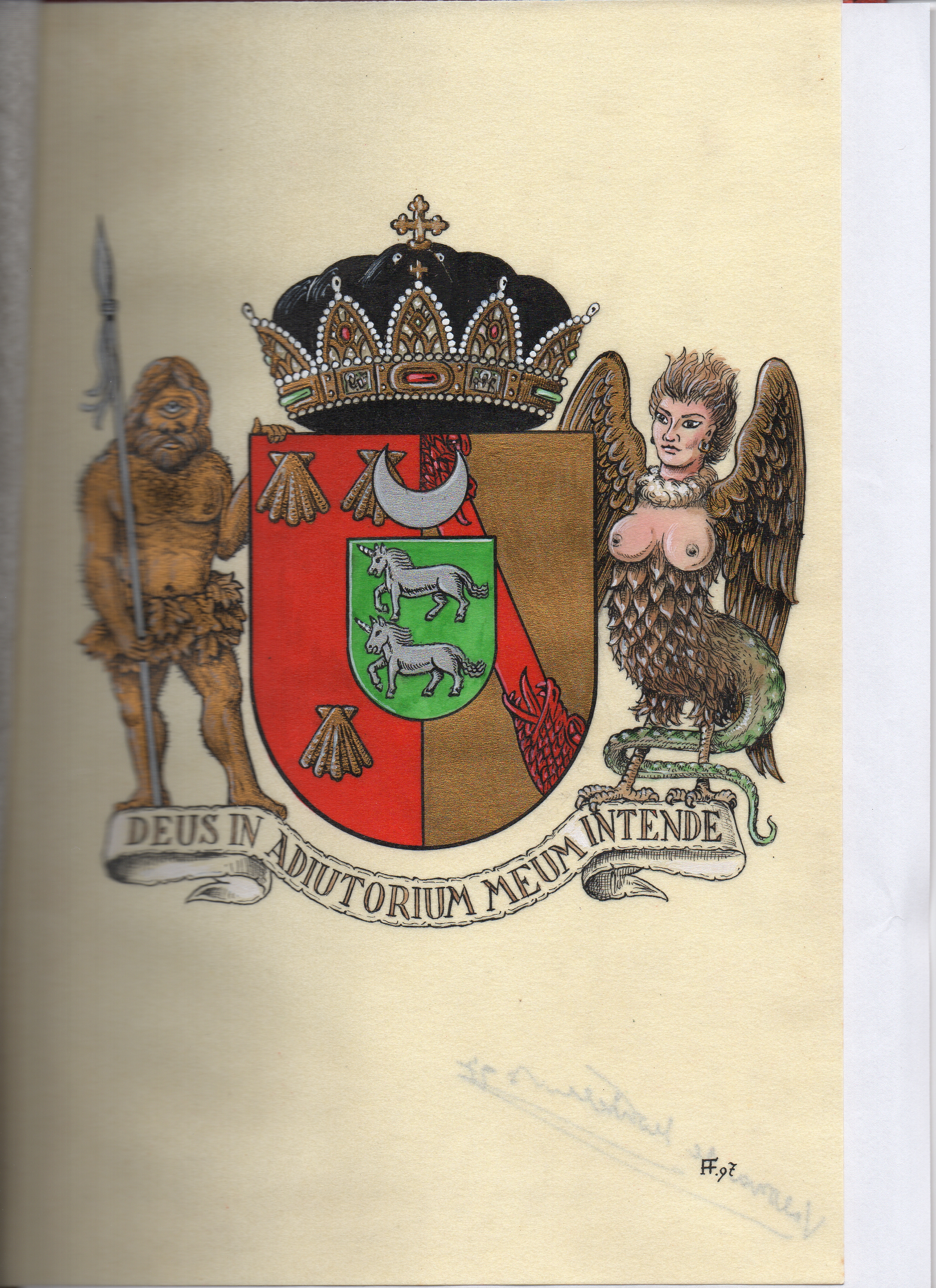
Stema ducatului arhipelagului

Analele arhipelagului latin se concentrează asupra istoriilor familiilor din Sanudo și Dandolo, Ghisi, Crispo și Sommaripa, Venier și Quirini, Barozzi și Gozzadini. Douăzeci și unu de duci din cele două dinastii au condus Arhipelagul, succesiv ca vasali ai Împăraților Latini ai Constantinopolului, ai dinastiei de Villehardouin a prinților din Ahaia, ai Angevinilor din Regatul de Neapole (în 1278) și din 1418 ai Republicii Venețiene.
În 1248, ducatul a fost nominal acordat lui William de Villehardouin, prințul din Ahaia. Marco al II-lea Sanudo a pierdut multe dintre insule, cu excepția insulelor Naxos și Paros, în fața forțelor noului Imperiu Bizantin conduse de amiralul italiano-bizantin Licario la sfârșitul secolului al XIII-lea. Refacerea în zonă a Imperiului Bizantin urma să se dovedească de scurtă durată, deoarece au renunțat la controlul acestor teritorii cucerite în 1310.
În 1317, Compania Catalană a atacat rămășițele Ducatului; în 1383, familia Crispo a condus o insurecție armată și i-a răsturnat pe moștenitorii lui Sanudo din funcția de Duci ai Arhipelagului. Sub conducerea ducilor de Crispo, ordinea socială și agricultura au decăzut, iar pirateria a devenit dominantă.

## Prăbușirea și cucerirea otomană

Mediterana de Est în 1450

Înainte ca ultimul duce creștin latin, Jacopo al IV-lea Crispo, să fie demis în 1566 de sultanul otoman Selim al II-lea, el plătea deja un tribut sultanului. Reprezentantul numit al sultanului, ultimul Duce al Arhipelagului (1566–79) a fost un evreu portughez (Marrano), Joseph Nasi⁠(d).
Stăpânirea creștină latină nu s-a terminat complet la acea dată: familia Gozzadini din Bologna a supraviețuit ca stăpâni ai insulei Siphnos și a altor mici insule din Ciclade până în 1617, iar insula Tenos a rămas sub stăpânire venețiană până în 1714. Ultimele porturi venețiene din Moreea (Peloponez) au fost cucerite în 1718. Gaspar Graziani, un nobil dalmațian, a primit titlul de Duce al Arhipelagului în 1616, însă insula a ajuns din nou sub stăpânire otomană directă la sfârșitul anului 1617; a fost ultima persoană care a deținut titlul.

## Moștenire și influență
Astăzi, insule din Ciclade precum Syros⁠(d) și Tinos au unele sate și parohii în întregime catolice, în timp ce mulți greci din Ciclade au nume de familie cu o origine distinctă italiano-venețiană, de ex. Venieris, Ragousis, Dellaportas, Damigos etc.

## Lista ducilor

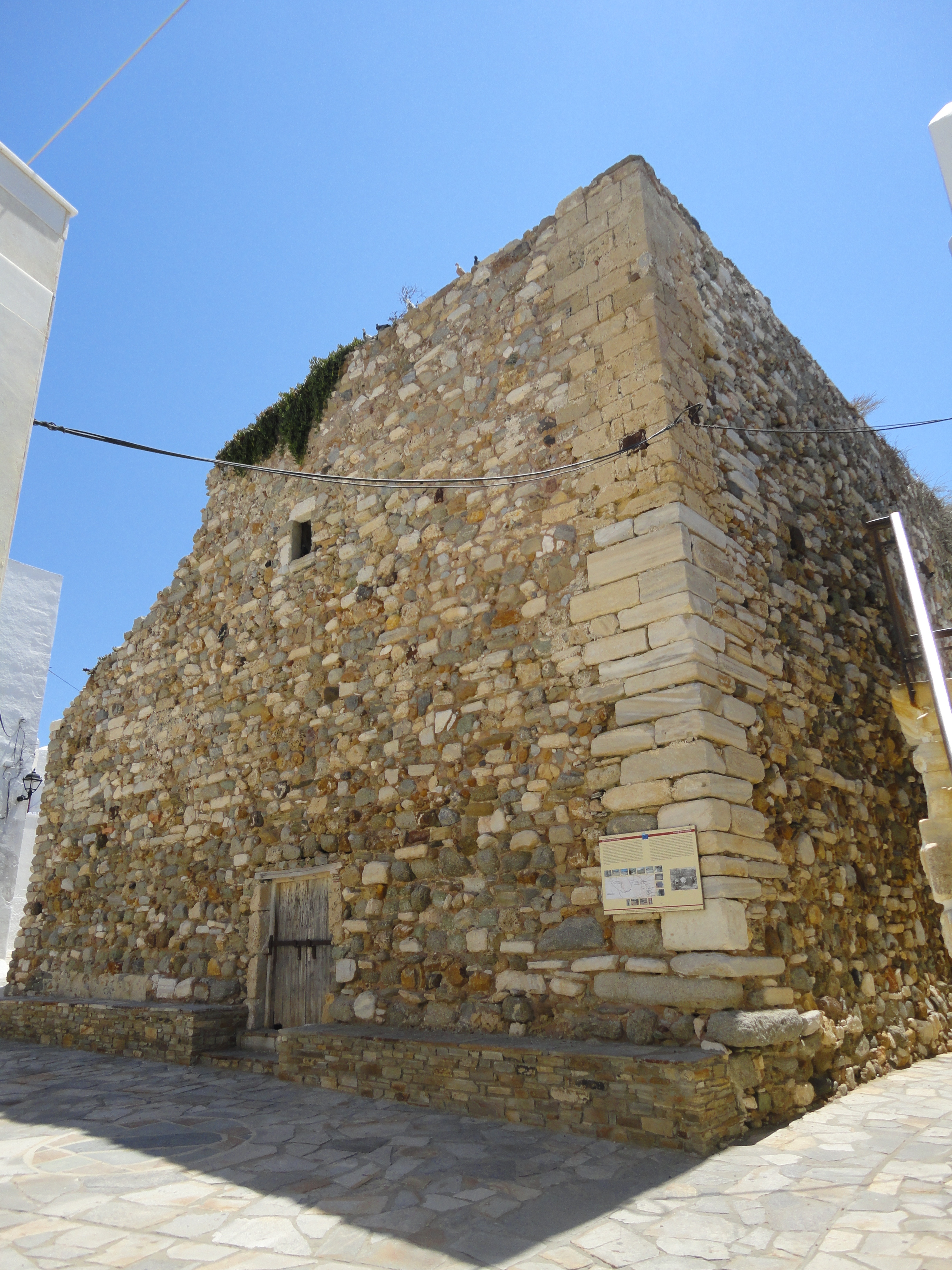
Turnul Sanudo, Chora din Naxos

### Dinastia Sanudo
- Marco I Sanudo⁠(d) (1207–27)
- Angelo⁠(d) (1227–62)
- Marco al II-lea⁠(d) (1262-1303)
- Guglielmo I⁠(d) (1303–23)
- Niccolò I (1323–41)
- Giovanni I (1341–62)
- Fiorenza⁠(d) (1362–71)
- Niccolò II (1364–71)
- Niccolò III dalle Carceri (1371–83)

### Dinastia Crispo
- Francesco I Crispo⁠(d) (1383–97)
- Giacomo I⁠(d) (1397-1418)
- Giovanni II (1418–33)
- Giacomo II⁠(d) (1433–47)
- Gian Giacomo⁠(d) (1447–53)
- Guglielmo II⁠(d) (1453–63)
- Francesco II⁠(d) (1463)
- Giacomo III⁠(d) (1463–80)
- Giovanni al III-lea (1480–94)

(interregn)
- Francesco III⁠(d) (1500–11)

(interregn)
- Giovanni IV (1517–64)
- Giacomo IV⁠(d) (1564-66)

### Reprezentant otoman
- Joseph Nasi⁠(d) (1566–79) (evreu spaniol)

### Ultimul duce
- Gaspar Graziani